# Hainstadt (Buchen)
Hainstadt ist ein Stadtteil von Buchen (Odenwald) im Neckar-Odenwald-Kreis in Baden-Württemberg.

## Geographische Lage
Hainstadt liegt nördlich der Kernstadt Buchen an der Bahnlinie Richtung Walldürn. Nach der Bodenbeschaffenheit kann es weder dem Odenwald (Buntsandstein) noch dem Bauland (Muschelkalk) zugerechnet werden. Es liegt auf deren Grenze, die etwa entlang der Bahnstrecke Seckach–Miltenberg im Abschnitt Buchen-Hainstadt-Walldürn verläuft. Durch den Ort fließt der Hainsterbach.

## Geschichte

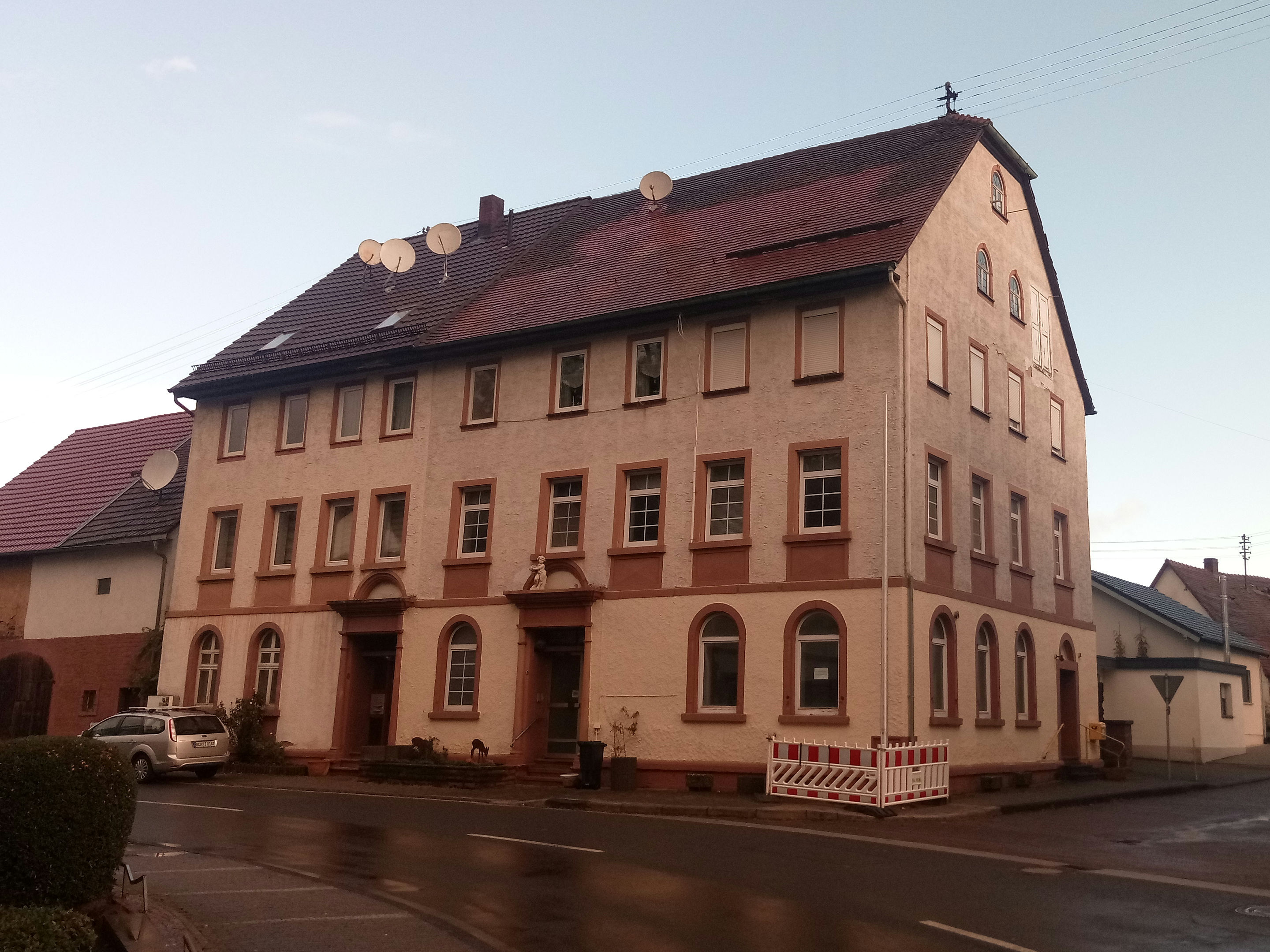
Ehemalige Synagoge in Hainstadt

Die ersten urkundlichen Erwähnungen ab 775 (Schenkung von Gütern am Fluss „Heinbach“) sind im Codex des Klosters Lorsch verzeichnet. Der Ortsname ist in unterschiedlichen Schreibweisen erwähnt, „Hainsteten“ (777), „Hainstat“ (1255), „Heigenstat“ (1285), „Heynstat“ (1340), „Heymstat“ (1453) usw.
Im „Heynstatter Rebellionsbrief“ mussten die Hainstadter nach ihrer Teilnahme am Bauernkrieg 1525 auf zahlreiche Rechte verzichten.
Im frühen 17. Jahrhundert lebten 10 jüdische Familien urkundlich nachweisbar in Hainstadt; die jüdische Gemeinde wuchs im 19. Jahrhundert stark an und machte zwischen 1825 und 1875 12 bis 13 % der Gesamtbevölkerung aus. Während des Novemberpogroms 1938 wurde die Synagoge durch auswärtige SA-Angehörige schwer beschädigt. Das Synagogengebäude wurde später abgerissen und an dessen Stelle später ein Mehrfamilienhaus errichtet. Sechs jüdische Einwohner wurden im Rahmen der sogenannten Wagner-Bürckel-Aktion Ende Oktober 1940 ins südfranzösische Internierungslager Gurs deportiert. Von den 1933 in Hainstadt lebenden 38 jüdischen Einwohnern wurden mindestens sieben ermordet. In der Mühlgasse und der Hauptstraße erinnern heute drei Stolpersteine an nicht-jüdische Verfolgte des NS-Regimes.
Obwohl keine speziellen Dokumente existieren, war Hainstadt nach den Geschehnissen in nahe gelegenen Orten von den Wirren des Dreißigjährigen Kriegs betroffen, wo insbesondere bis 1635 kaiserliche, französische und schwedische Truppen aktiv waren und gegen Kriegsende wieder Truppen durchzogen. Hinzu kamen Hungersnöte und Pest – bereits vor dem Krieg und auch danach.

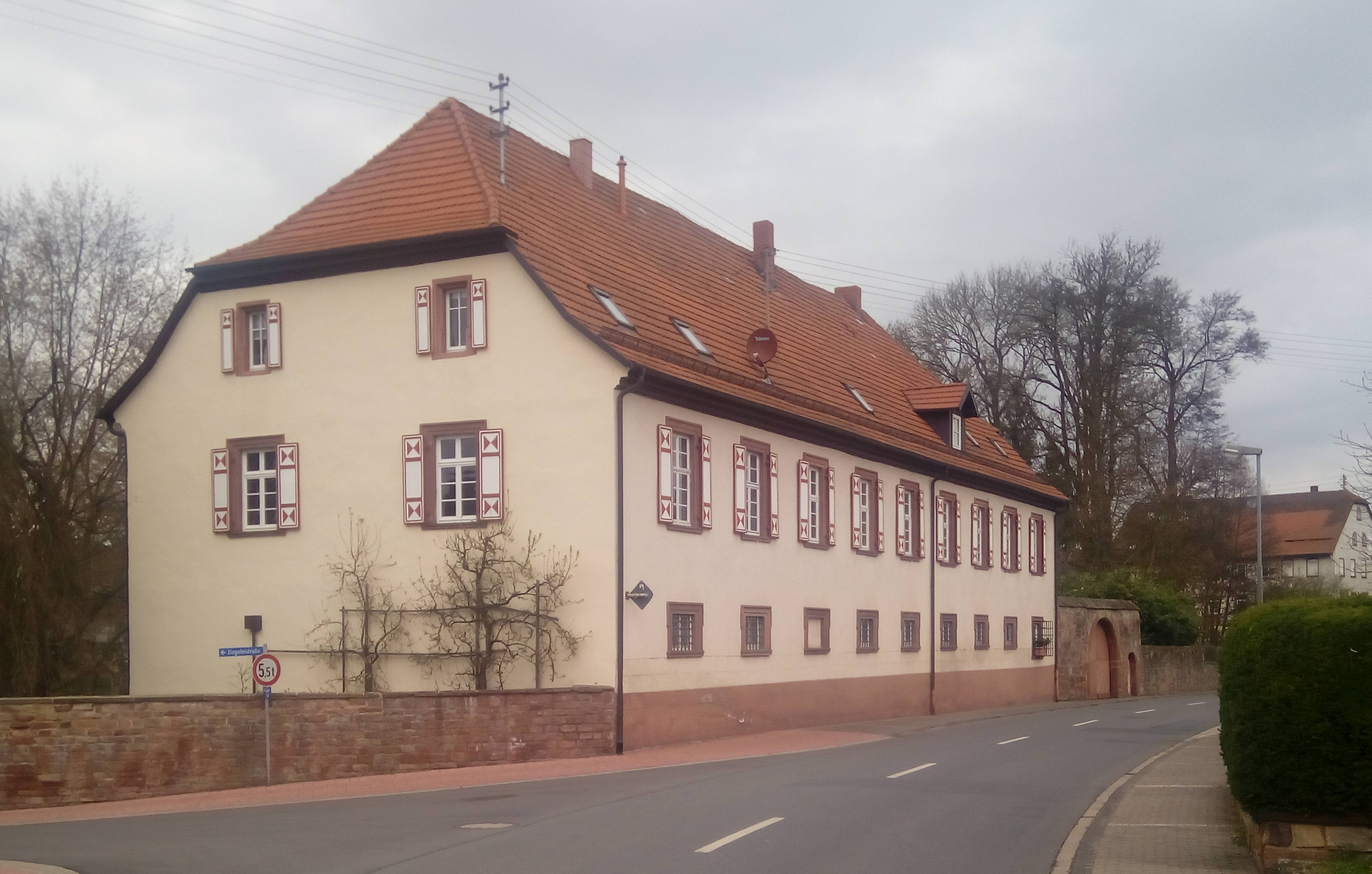
Schloss in Hainstadt

Vom 12. bis 17. Jahrhundert hatte Hainstadt verschiedene Grundherren. Ende des 17. Jahrhunderts schließlich gehörten drei Viertel dem Hochstift Würzburg und ein Viertel den Freiherren Rüdt von Collenberg. Im Zuge der Säkularisation wurde 1803 das Fürstentum Leiningen Eigentümer Hainstadts, das 1806 zum Großherzogtum Baden kam.
Am 1. Oktober 1974 wurde die Stadt Buchen mit Götzingen, Hainstadt, Hettigenbeuern und Hettingen zur heutigen Stadt Buchen vereinigt.

## Wirtschaft

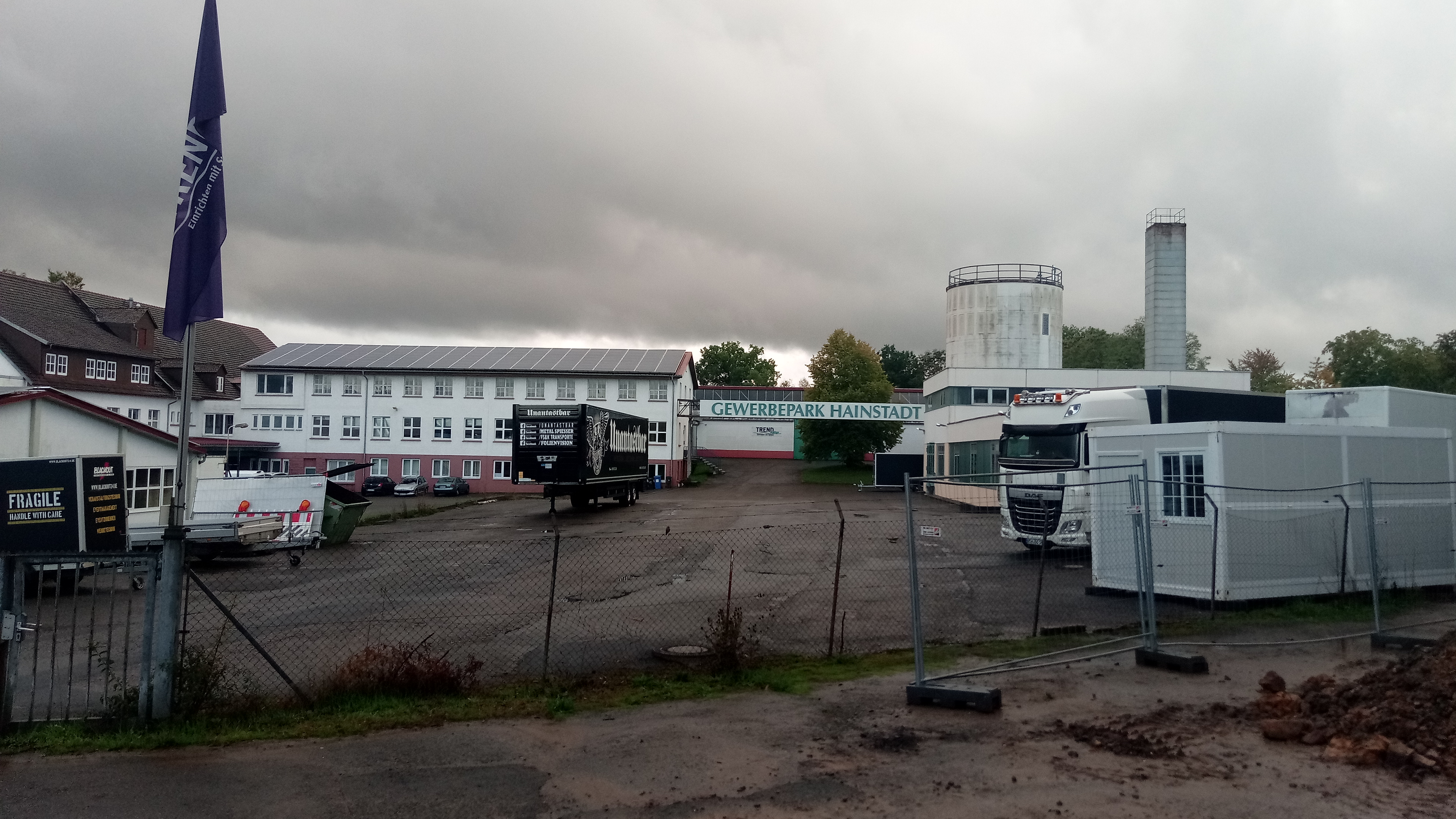
Gewerbepark Hainstadt

Hainstadt hat sich aus einem Bauerndorf zu einem Ort mit Industrie entwickelt. Wichtige Unternehmen sind insbesondere die Braas-Ziegelwerke (ehemals RuppKeramik) der Braas-Monier-Gruppe, die hier einen von 16 Produktionsstandorten in Deutschland betreibt, sowie die Fa. Scheuermann + Heilig GmbH, die kundenindividuelle Präzisionsteile in den Bereichen Federntechnik, Stanztechnik, Biegetechnik und Montagetechnik produziert.